# Qaraçuxur
Qaraçuxur – osiedle typu miejskiego w Azerbejdżanie; należące do miasta wydzielonego Baku, stanowiące jego przedmieście; 74 tys. mieszkańców (2006). Ośrodek przemysłowy.